# Zijrandwaterroofkever
De zijrandwaterroofkever of grote plasduiker (Hydaticus seminiger) is een keversoort uit de familie waterroofkevers (Dytiscidae). De wetenschappelijke naam van de soort is voor het eerst geldig gepubliceerd in 1774 door De Geer.